# Sinka

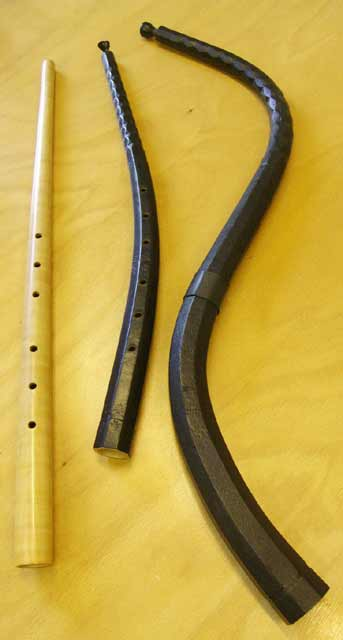
Tre olika typer av sinkor.

Sinka eller zinka är ett äldre blåsinstrument. Den har grepphål som blockflöjten men ett munstycke som liknar trumpetens. Instrumentet fanns redan under medeltiden men var som mest använt på 1500- och 1600-talen inom både den kyrkliga och världsliga musiken. Serpenten är en variant av detta instrument, men i basläge.